# Haplocoelum foliolosum
Haplocoelum foliolosum är en kinesträdsväxtart. Haplocoelum foliolosum ingår i släktet Haplocoelum och familjen kinesträdsväxter.

## Underarter
Arten delas in i följande underarter:
- H. f. foliolosum
- H. f. mombasense
- H. f. strongylocarpum